# 谢尔沃-沙特拉尔
谢尔沃-沙特拉尔（法語：Cherves-Châtelars，法語發音：[ʃɛʁv ʃatlaʁ]）是法国夏朗德省的一个市镇，属于孔福朗区。该市镇于1845年由原市镇谢尔沃（Cherves）和沙特拉尔（Châtelars）合并而成。

## 地理
谢尔沃-沙特拉尔（45°48'38"N, 0°32'49"E）面积30.68 平方千米，位于法国新阿基坦大区夏朗德省，该省份为法国西部内陆省份，北起德塞夫勒省和维埃纳省，东临上维埃纳省，东南至多尔多涅省，南至多爾多涅省，西接滨海夏朗德省。
与谢尔沃-沙特拉尔接壤的市镇（或旧市镇、城区）包括：莱西尼亚克迪朗、勒兰杜瓦、蒙唐伯夫、穆宗、叙欧、维特拉克-圣樊尚、上夏朗德土地镇。

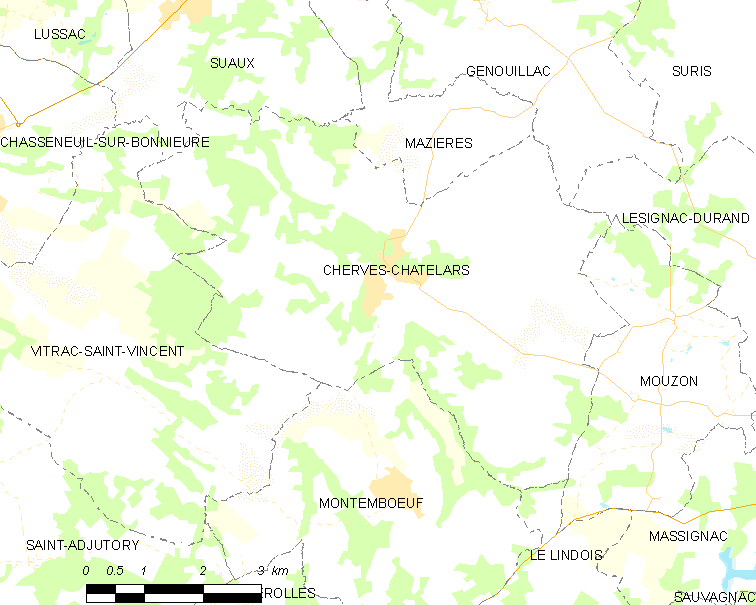
谢尔沃-沙特拉尔的OSM定位图

谢尔沃-沙特拉尔的时区为UTC+01:00、UTC+02:00（夏令时）。

## 行政
谢尔沃-沙特拉尔的邮政编码为16310，INSEE市镇编码为16096。

## 政治
谢尔沃-沙特拉尔所属的省级选区为夏朗德-博尼约尔县。

## 人口

1962-2008年间谢尔沃-沙特拉尔人口变化图示

谢尔沃-沙特拉尔于2022年1月1日时的人口数量为416人。